# الرقاب (رخية)

'

تعديل مصدري - تعديل

الرقاب هي إحدى قرى عزلة رخية بمديرية رخية التابعة لمحافظة حضرموت، بلغ تعداد سكانها 65 نسمة حسب تعداد اليمن لعام 2004.